# Utopioniscus kuehni
Utopioniscus kuehni là một loài chân đều trong họ Trichoniscidae. Loài này được Schmalfuss miêu tả khoa học năm 2005.